# Spinexocentrus
Spinexocentrus är ett släkte av skalbaggar. Spinexocentrus ingår i familjen långhorningar.
Kladogram enligt Catalogue of Life:
| Spinexocentrus | \| \| Spinexocentrus laosensis \| \| \| \| \| \| Spinexocentrus spinipennis \| \| \| \| |
|                | \| \| Spinexocentrus laosensis \| \| \| \| \| \| Spinexocentrus spinipennis \| \| \| \| |
|                | Spinexocentrus laosensis                                                                |
|                |                                                                                         |
|                | Spinexocentrus spinipennis                                                              |
|                |                                                                                         |